# Галушкин, Юрий Алимович
Юрий Алимович Галушкин (укр. Ю́рій Алі́мович Галу́шкін; род. 26 июня 1971, Хорол, Полтавская область, Украинская ССР, СССР) — украинский военачальник. Командующий Силами территориальной обороны Вооружённых сил Украины (1 января — 15 мая 2022 года), бригадный генерал (2020).
Командующий Десантно-штурмовыми войсками Вооружённых сил Украины (2014—2015). Участник войны в Донбассе, кавалер ордена Богдана Хмельницкого II и III степеней.
С 1 января по 15 мая 2022 года Командующий Силами территориальной обороны Вооружённых сил Украины.  В 2022 году стал членом Ставки Верховного главнокомандующего. Выведен из состава Ставки 16 августа 2022.

## Награды
- Орден Богдана Хмельницкого ІІ степени (31 июля 2015 года) — за личное мужество и высокий профессионализм, проявленные в защите государственного суверенитета и территориальной целостности Украины, верность военной присяге[1].
- Орден Богдана Хмельницкого ІІІ степени (21 октября 2014 года) — за личное мужество и героизм, проявленные в защите государственного суверенитета и территориальной целостности Украины, верность военной присяге[2].
- Медаль «10 лет Вооружённым силам Украины»;
- Медаль «15 лет Вооружённым силам Украины»;
- медаль «За добросовестную службу» ІІ и І степеней;
- медаль «Ветеран службы»;
- нагрудный знак «За достижения в военной службе» ІІ степеней;
- Памятный нагрудный знак «Воин-миротворец»;
- нагрудный знак «За военную доблесть»;